# نيكي ستانتون
نيكي ستانتون (بالإنجليزية: Nikki Stanton)‏ (26 أكتوبر 1990 في الولايات المتحدة - ) هي لاعبة كرة قدم أمريكية في مركز الوسط. لعبت مع سكاي بلو وSound FC (women) ‏ وبرث غلوري إف سي.

## وصلات خارجية
- نيكي ستانتون على موقع اتحاد النرويج (النرويجية)
- نيكي ستانتون على موقع قاعدة بيانات كرة القدم.إي يو (الإنجليزية)
- نيكي ستانتون على موقع Soccerway.com (الإنجليزية)